# Cantor-Schröder-Bernsteinov poučak
Cantor-Schröder-Bernsteinov poučak je poučak iz teorije skupova koji se zove po Georgu Cantoru, Ernstu Schröderu i Felixu Bernsteinu.
Glasi li da vrijedi li za skupove A i B odnosi kardinalnosti
{\displaystyle k(A)\leq k(B)} i 
{\displaystyle k(B)\leq k(A)}, tada je
{\displaystyle k(A)=k(B)}.